# Baignade en mer
 (juillet 2025).
Pour plus de détails, voir Fiche technique et Distribution.
Baignade en mer est un film français de Georges Méliès, sorti en 1896 au début du cinéma muet. Actuellement, le film est considéré comme perdu.